# Operación Seat 12

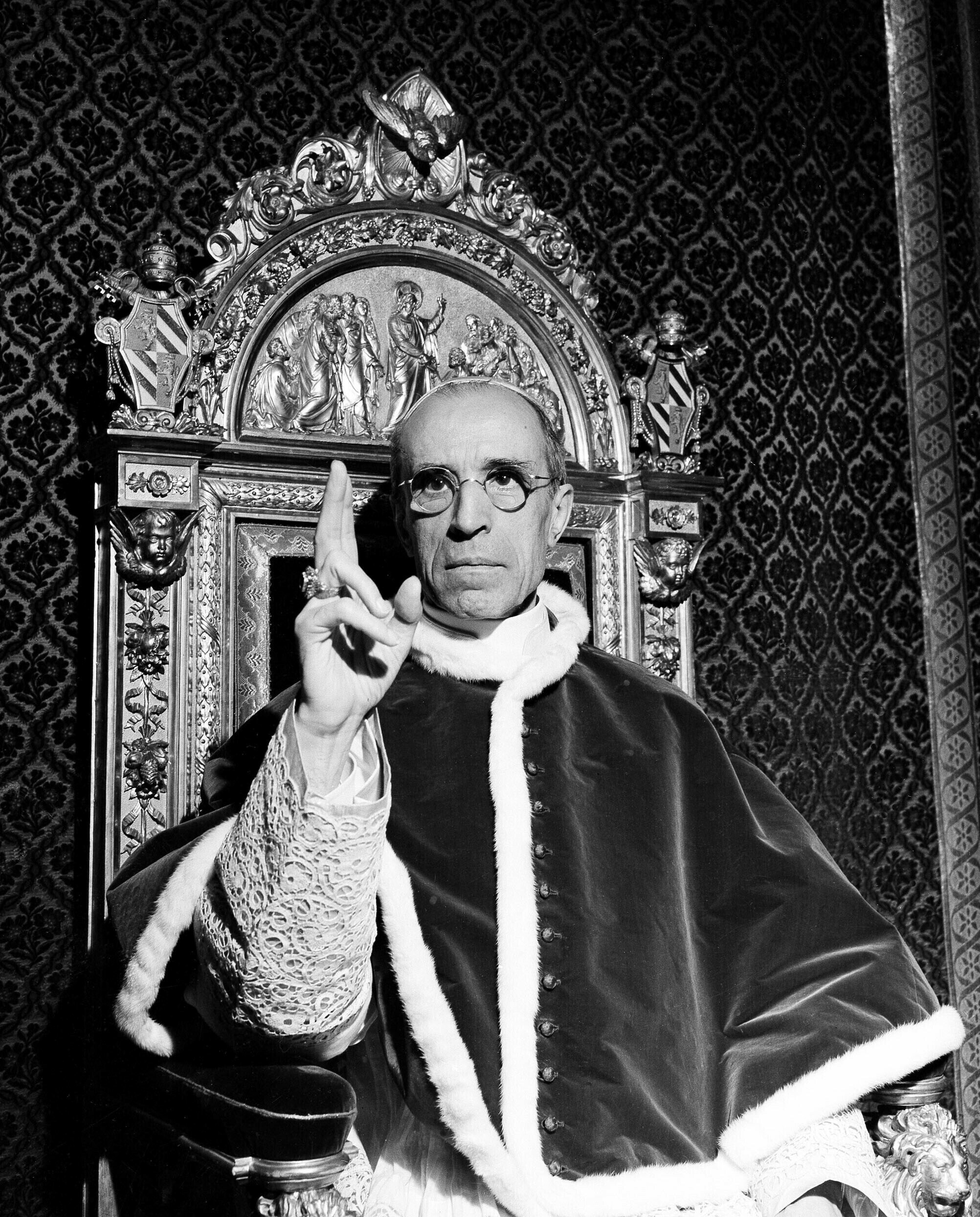
Papa Pío XII en 1945.

Seat 12, también conocida como Operación Seat 12, fue una campaña de desinformación de propaganda comunista durante la Guerra Fría para desacreditar
la autoridad moral de la Santa Sede debido a su franco anticomunismo. La trama se presumió en el año 2007 por Ion Mihai Pacepa, un general que encabezó el Servicio Secreto Rumano antes de su dimisión hacia Occidente en 1978.

## Descripción
De acuerdo a Pacepa, en febrero de 1960, Nikita Krushchev autorizó un plan encubierto para desacreditar la autoridad moral de la Santa Sede en Europa del Oeste con una campaña de desinformación debido a su ferviente anticomunismo, siendo el difunto papa Pío XII su principal objetivo.
Desde que Pío XII murió en 1958 el lema del Seat 12 era: «Los muertos no pueden defenderse».
Pacepa declaró que el general Ivan Agayants, jefe del departamento de desinformación, creó las directrices de lo que llegaría a ser un drama que mostraba al papa
como un simpatizante del nazismo, el drama El vicario, en el que la pretendida búsqueda que se realizó se basó en falsificaciones, y ésta no fue hecha por el autor mencionado Rolf Hochhuth, si no por agentes de la KGB y por el productor del drama, Erwin Piscator, fundador del Teatro Proletario de Berlín, quien durante la guerra había buscado asilo en la URSS y fue un devoto comunista. Piscator había establecido vínculos por largo tiempo con la URSS.
Pacepa declara que la KGB empleó espías rumanos para simular que Rumania estaba preparada para establecer relaciones diplomáticas con la Santa Sede. Con esta estratagema Pacepa declaró que logró entrar a los archivos vaticanos gracias al jefe de la Iglesia de las discusiones secretas del Pacto de Varsovia, Agostino Casaroli. Tres espías comunistas, bajo la capa de frailes, sacaron por más de dos años material secreto para copiarlo y transferirlo a la KGB. De hecho, Pacepa reportó que: "Nunca fue encontrado material incriminatorio en contra del pontífice". De acuerdo a Pacepa, el general Ivan Agayants, jefe de desinformación soviética, le informó que mientras en Bucarest en 1963 la campaña de desinformación se había "materializado en un poderoso drama que atacaba al papa Pío XII", Agrayants había sido el gestor de la idea de El vicario y supervisado la compilación de la "búsqueda" de la KGB, la cual incorporaba documentos que los agentes de Pacepa habían sustraído del Vaticano.
El escritor y profesor de leyes Ronald Rychlak declaró que el autor del Seat 12 estadounidense era también comunista; mucha de la prensa que elogió esto tenían hondas conexiones con la izquierda o con causas comunistas. Una fuerte influencia comunista ayudó periódicamente a garantizar que El Vicario se representara en Broadway; y además las primeras reseñas tenían nexos comunistas. Pacepa también relató que en 1974 Yuri Andropov admitió que había Soviets conocidos de 1963 que ellos conocieron en 1974 (nuevamente lanzaron la información de que Hitler le era hostil y planeó secuestrar a Pío XII) ello nunca se hubieran ido después de él.
De acuerdo a Rychlak, un memorándum de inteligencia británico desclasificado, fechado el 10 de enero de 1969, conjeturaba que Hochhuth pudo haber jugado un conocido papel en distribuir propaganda comunista, por supuesto que había sido un engaño, diciendo "pudo quizás ser un agente intelectual escribiendo en contra de los alemanes del Este o de los soviéticos" y los agentes británicos rechazaron "descartar la posibilidad de los esfuerzos a largo término para los comunistas fomentar los alegatos de Hochhuth hasta que ellos se vuelvan leyenda". El memorándum continuaba: "si Holchhuth está motivado solamente por el afán de escribir dramas históricos, para rehabilitar a los alemanes o está arriba de algún juego más siniestro es difícil de determinar en este escenario. Pero lo rusos están ciertamente cosechando algo de los beneficios."
Rychlak concluyó que Holchuth pudo no haber sido un agente conocido en la propaganda, pero fue un "perfecto candidato para ser un papanatas desconocido." Rychlak escribió: "su ideología no estaba muy lejos del Marxismo. También admitió que fue al menos a veces anticlerical. Fue particularmente opuesto al celibato sacerdotal".
En referencia al informe Pacepa, el historiador alemán Michael F. Feldkamp escribió que "el informe Pacepa es totalmente creíble. Es como una pieza perdida del rompecabezas de la propaganda comunista que apuntaba a desacreditar a la Iglesia católica y a su pontífice."
El historiador inglés Micahel Burleigh, coincidiendo con Feldkamp, aseguró que "los intentos soviéticos de calumniar al papa de hecho comenzaron tan pronto como el ejército rojo cruzó la Polonia católica", nótese que los soviéticos "contrataron a un militante propagandista antirreligioso: Mikhail Markovich Scheinmann", el drama de Hochhuth llevó muchas de las mentiras y falsedades de Scheinmann..."
La historia de Pacepa no ha sido corroborada; el periódico nacional alemán Frankfurter Allgemeine Zeitung declaró en el año 2007 que:
"Hochhuth no solicitó ninguna ayuda a la KGB para la presentación unilateral de su historia".